# الیاتس
الیاتس یا الیات (سلطنت ۶۱۹–۵۶۰ پیش از میلاد) پادشاه لیدیه، فرزند سادیاتس و پدر کرزوس و آرینیس بود.
وی پس از سقوط آشور، با نیروهای پادشاهی ماد به فرماندهی هوخشتره بر سر تسلط بر نواحی شرقی آسیای کوچک به نبرد پرداخت که آخرین نبرد در کنار رود هالیس (قزل ایرماق امروزی) در ترکیه امروزی رخ داد. این نبرد که به نبرد هالیس مشهور است در پی بروز خورشیدگرفتگی ناتمام ماند و در نهایت هردو پادشاه با میانجیگری نبوکدنصر دوم پادشاه بابل، به صلح رضایت داده و رود هالیس را به عنوان مرز دو کشور تعیین کردند.